# Made of Stone
Made of Stone — пісня гурту The Stone Roses, яка була видана першим синглом з їхнього однойменного дебютного альбому навесні 1989 року.

## Композиції
7":
1. «Made Of Stone» (4:11)
2. «Going Down» (2:46)

12":
1. «Made Of Stone» (4:11)
2. «Going Down» (2:46)
3. «Guernica» (4:23)

CD:
1. «Made Of Stone» (4:11)
2. «Going Down» (2:46)
3. «Guernica» (4:23)

Касета:
1. «Made Of Stone» (4:11)
2. «Going Down» (2:46)
3. «Guernica» (4:23)

## Сертифікації
| Регіон                                                      | Сертифікація | Продажі |
| ----------------------------------------------------------- | ------------ | ------- |
| Велика Британія (BPI)                                       | Срібний      | 200 000 |
| продажі+прослуховування, що базуються лише на сертифікаціях |              |         |